# Robot per le consegne

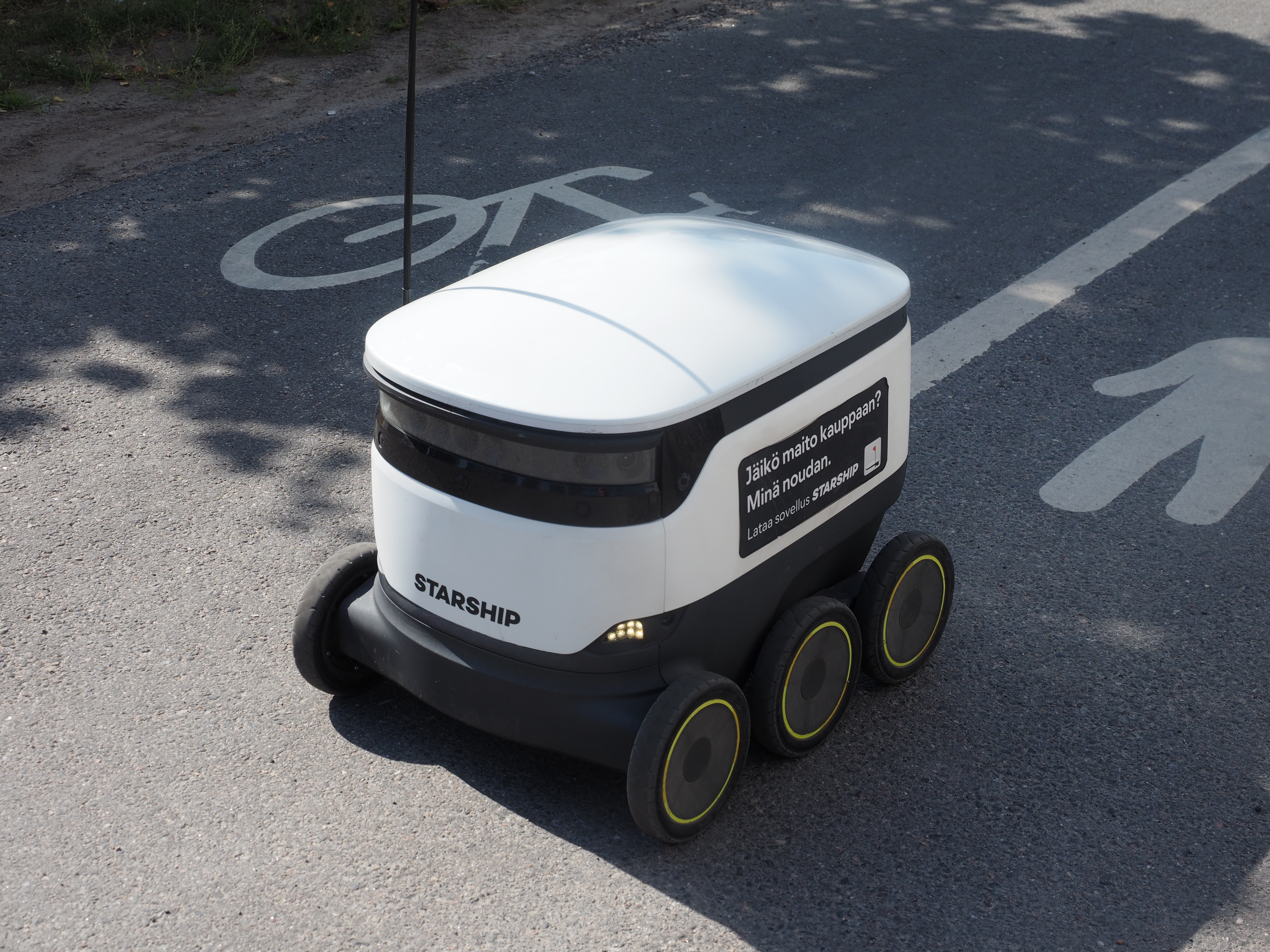
Un robot di consegna del cibo della Starship a Niittykumpu, Espoo, Finlandia

Un robot per le consegne è un robot autonomo che fornisce servizi di consegna dell'ultimo chilometro. Un operatore può monitorare e assumere il controllo del robot da remoto in determinate situazioni, come ad esempio quando è bloccato da un ostacolo. I robot per le consegne possono essere utilizzati in diversi contesti come la consegna di alimenti e pacchi, consegne ospedaliere e il servizio in camera negli hotel.

## Applicazioni

### Consegna del cibo
L'uso di robot per la consegna di cibo è aumentato in modo esponenziale durante la pandemia di COVID-19 a partire dal 2020, mentre in precedenza erano usati in modo sperimentale solo in aree ridotte, come il campus dell'Università George Mason, che da gennaio 2019 aveva a disposizione 25 robot per le consegne come parte del progetto di collaborazione con Starship Technologies. La stessa azienda forniva servizi di consegna di cibo a Milton Keynes, in Inghilterra, a partire da aprile 2018 e in collaborazione con le catene di supermercati Tesco e Co-op. A novembre 2020, Starship dichiarò di possedere la più grande flotta di robot per le consegne al mondo. 

### Consegna di pacchi
Nel gennaio 2019, Amazon ha lanciato un progetto sperimentale, Amazon Scout, che prevede l'uso di droidi per la consegna di spedizioni Amazon Prime. La sperimentazione è stata eseguita nelle città di Seattle, Irvine, Atlanta e Franklin. Nel 2021, dopo aver effettuato i test in 4 città degli Stati Uniti, Amazon ha creato un nuovo centro di sviluppo in Finlandia per fare ulteriori progressi nella tecnologia affinché i propri robot gestiscano al meglio le consegne nella vita reale.

### Uso ospedaliero
I robot autonomi possono essere usati in ambito ospedaliero per diversi compiti allo scopo di ridurre i costi. Questi vanno dalla consegna di cibo nelle stanze, alla fornitura di medicine, allo smaltimento di rifiuti. Sono dotati di sensori che permettono l'uso degli ascensori e di sistemi biometrici di sicurezza per impedire l'uso indebito di farmaci. Nel 2019, oltre 150 ospedali americani e nel mondo utilizzavano i robot autonomi. 

### Servizio in camera
Alla fine del 2014, la startup Savioke presentò un modello di robot chiamato Relay, pensato per il servizio in camera. Nel 2016, Relay era impiegato da cinque catene alberghiere.

## Interazione umana
Secondo i dati diffusi da Starship Technologies, l'interazione robot-umano è stata per lo più positiva, soprattutto grazie al fatto che le persone tendono ad antropomorfizzare i robot e a prendersene cura, addirittura ringraziandoli per il servizio. Solo una percentuale minore delle interazioni è stata negativa, inclusi episodi di persone che prendevano a calci i robot. Allo stato attuale, l'antropomorfizzazione dei robot, sia in positivo che in negativo, e il modo in cui giudicare i comportamenti umani nei loro confronti, è un tema controverso.

## Nella cultura di massa
Nel film di fantascienza Navigator (1986) il protagonista si nasconde all'interno di un robot per le consegne per fuggire da un centro NASA.